# Телшјајски округ
Телшјајски округ (лет. Telšių apskritis) је округ у републици Литванији, у њеном северозападном делу. Управно средиште округа је истоимени град Телшјај. Округ припада литванској историјској покрајини Самогитији.
Површина округа је 4.350 km², а број становника у 2008. години је износио 173.383.

## Положај
Телшјајски округ је унутаркопнени округ у Литванији. То је и погранични округ према Летонији на северу. На истоку се округ граничи са округом Шјауљај, на југу са округом Таураге и на западу са округом Клајпеда.

## Општине
- Мажејкијај општина
- Плунге општина
- Ријетавас општина
- Телшјај општина